# Henri Deglane (lutte)
Ne doit pas être confondu avec Henri Deglane (architecte).
Pour les articles homonymes, voir Deglane.
 (août 2014).
Si vous disposez d'ouvrages ou d'articles de référence ou si vous connaissez des sites web de qualité traitant du thème abordé ici, merci de compléter l'article en donnant les références utiles à sa vérifiabilité et en les liant à la section « Notes et références ».
Henri Deglane, né le 22 juin 1902 à Limoges et mort le 7 juillet 1975 à Chamalières, est un lutteur et catcheur français. Il est également champion olympique de lutte gréco-romaine aux Jeux olympiques d'été de 1924 à Paris.

## Biographie

### Jeunesse
Après avoir passé son enfance dans la région de Limoges, il travaille avec son père à Paris en tant que conducteur pour son entreprise de camionnage de vins aux halles de Bercy. 

### Chez les sapeurs-pompiers
Henri Deglane a effectué son service militaire au Régiment de sapeurs-pompiers de Paris. Affecté à la caserne Grenelle dans le 15ème arrondissement de la capitale, il y reste quatre années entre 1921 et 1924.

## Athlète de haut niveau

### Un passionné de sports
C'est au régiment qu'il développe ses capacités physiques. La pratique de l'athlétisme, de la natation, de la gymnastique et du rugby ont façonné cet athlète hors normes.
Il participe à de nombreux championnats et meetings tout en remportant des titres comme celui de champion de France militaire.

### Le champion olympique
En 1924, il change de statut et passe d'amateur à celui de professionnel. C'est tout naturellement qu'il concoure pour la France aux JO à Paris. Dans la catégorie poids lourds, trente-quatre concurrents s'affrontent. Victorieux du Danois Hansen, du Suédois Johansson, du Hongrois Szelky, du Suédois Nilsson, et du Hongrois Bado, il atteint les portes de la finale. Epreuve ultime qu'il dispute face au Finlandais Rosenquist. Après 26 minutes de combats, il est déclaré vainqueur aux points. 
Après son titre olympique, il ne se réengage pas au régiment et devient lutteur professionnel à plein temps. Mis au défi lors du championnat de Lisbonne, il perd sa finale face au Russe Iago.

### L'épopée en Amérique
En 1927, il reçoit une offre pour aller lutter aux États-Unis. Ses débuts au pays de l'oncle Sam sont compliqués. Victime d'escroqueries et d'extorsions, il s'en va pour le Canada et vit un temps à Montréal. De retour en Californie, il rencontre le sportif et acteur Raoul Paoli à Los Angeles et découvre le catch, une forme de lutte mêlant performances sportives et théâtrales. C'est une révélation. Avec cette nouvelle discipline, il ne connaît plus que la gloire et la célébrité. En 1931, il devient même champion du monde de lutte professionnelle en s'imposant au Québec contre Ed "Strangler" Lewis (en). En avril 1936, il perd à Paris son titre de champion d'Europe de catch toutes catégories, face au Bulgare Dan Koloff, et en juillet 1937 une seconde fois (après avril 1934) celui de champion d'Europe de lutte gréco-romaine poids lourds face à l'américain Al Pereira, toujours à Paris (titre que reprendra à son tour à ce dernier Dan Koloff la même année 1937).

### Le catch en France
De retour en France, il contribue à populariser ce sport alors inconnu du grand public.

Un challenge international de lutte de premier plan se tenant chaque année à Nice porte son nom, ainsi que plusieurs stades et salles de sport.
Ce challenge lui fut dédié à la suite de tournées internationales de lutte olympique lancées en tandem dans les années 1970 par la Fédération sportive et gymnique du travail (FSGT) sous la présidence de commission de Daniel Durand et la toute jeune équipe de lutte du club omnisports Trakia Plovdiv (Bulgarie) emmenée par son entraîneur Dimitri Broussev et son médecin Assan Choumkov. Ces lutteurs bulgares faisaient alors un vrai tour de France des clubs de lutte FSGT et le thème en était l'amitié internationale entre les peuples. Depuis la Bulgarie, la première étape routière de leur périple était obligatoirement Nice et le président du Lutte Club était alors Henri Deglane qui, pour les Bulgares, était l'adversaire et l'ami de leur héroïque lutteur Dan Kolov (en). Difficultés financières et organisationnelles empêchèrent simultanément les bulgares d'effectuer leur « tour de France » et la FSGT de les accueillir à une même période. Elle transforma cette épreuve initiale en deux tournois internationaux qui prirent ultérieurement le nom de « Maurice Paquette » à Ivry-Villejuif coordonné au niveau national par Gérard Lebatard et de « Henri Deglane » à Nice coordonné au niveau national par Sébastien Giaume et Christian Joly. Ces deux challenges figuraient à tous les ordres du jour des sessions nationales.
La FSGT et ses dirigeants Niçois voulaient par cette appellation honorer un aspect important de la vie d'Henri Deglane, celui de sa vie de dirigeant sportif bénévole militant au profit de la lutte olympique amateur, et ceci jusqu'à la fin de sa vie.
Henri Deglane se retire à Saint-Jean-Cap-Ferrat dans les années 1960. Il ouvre un bar-restaurant à Monaco sur la route bordant la plage de Fontvieille. Sans surprise, il le nomme approximativement Chez le Champion du Monde.

## Fin de carrière et retraite
Henri Deglane pouvait alors prendre une seconde retraite amplement méritée et se rendre sereinement à Chamalières pour ses cures.
Grand amateur de pêche en mer, cette force de la nature possédait un petit bateau pour sa passion. Malencontreusement, il paya l'une de ses sorties d'une grave insolation qui le diminua dans des proportions qu'il n'arriva jamais à admettre. Une rechute le laissant encore plus diminué, il devait décéder presque anonymement lors d'une cure impuissante à lui apporter un mieux quelconque. On doit à la vigilance de la famille Chirain que la dépouille d'Henri Deglane bénéficie aujourd'hui d'une sépulture décente au cimetière de Chamalières en Auvergne, à deux pas de son bien-aimé Limousin.     
Si donc Henri Deglane fut un immense champion et un professionnel exemplaire il fut aussi un véritable dirigeant émérite amplement digne de la bataille posthume que mena pour lui son jeune « Pays Limousin » Christian Joly afin de lui faire obtenir en hommage la Médaille d'Or de la Fédération Française de Lutte. En compagnie de Sébastien Giaume, Christian Joly vint recevoir pour lui cette haute récompense attribuée à titre posthume à son ami Henri Deglane. Il faut associer à cette décision la bienveillance perspicace de Calixte Delmas et de Georges Ballery qui soutinrent efficacement la requête. Cette distinction fut attribuée lors de la cérémonie officielle de remise des récompenses de la dernière assemblée fédérale tenue dans le Var, récompense alors remise officiellement par le président national Didier Sauvaire en personne.
En concertation avec sa jeune clientèle, parmi laquelle le Turbiasque Paul Zoccoli, il décide de revenir à ses amours de jeunesse. Il contacte Monsieur Paul Laurent, président de la fédération de lutte, obtient grâce à son aura qu'il lui soit attribué un petit tapis qu'il va installer dans la salle municipale de La Turbie où il crée et anime un club de lutte amateur avec Zoccoli comme assistant. Les années passant, il connaît des difficultés tant pour diriger que pour entraîner son club. Il sollicite une aide que lui apportera  Robert Robin, dit Bob, assisté de Christian Joly devenu conseiller technique pour la région en 1968. Ainsi libéré, Henri Deglane suit les avis insistants de ses nouveaux assesseurs dont il fait ses amis et accepte la présidence du Lutte Club de Nice.
Ce poste lui permet de prendre toutes sortes de mesures pour contribuer à la promotion de la lutte. Tout particulièrement, il prend dès 1968 toutes les dispositions pour créer son propre Challenge International qu'il lance immédiatement en le dotant d'une Coupe de la Ville de Nice. Il met sur pied une équipe organisatrice et le champion du Monde vient lui apporteer son concours pour la première édition. Il améliore les conditions matérielles de son club, soutien la création d'une école de lutte, entreprend grâce à son aura une campagne de presse, démarche la télévision. Il soutient tout particulièrement la création d'une sorte d'université d'été de la lutte qui durera trente ans, il défend la pratique de la lutte dans les diverses fédérations affinitaires et finalement accepte la présidence du Comité Départemental de Lutte créé à l'instigation de la Jeunesse et des sports et du conseiller technique la représentant. À ce poste, il prend systématiquement l'avis de l'administration par l'entremise du CTR Ch. Joly et, après examen et discussions, il soutient les initiatives du jeune conseiller technique sans jamais hésiter à payer d'exemple même dans les tâches les plus pratiques. 
Henri Deglane n'assura par conséquent pas une présidence honorifique, mais une présidence particulièrement active et productive. Il contribua amplement au développement de la compétition internationale qui porte aujourd'hui son nom et fut un moteur de la création d'un Comité Régional de Côte d'Azur (CRCA) aligné selon les directives officielles sur l'académie. L'âge lui interdisant d'en prendre la présidence il la proposa à Robert Orsini  et le convainquit d'accepter.
Après les Jeux olympiques d'été de 1968 de Mexico, pour honorer la double médaille olympique du champion du monde Daniel Robin, Henri Deglane s'associa aux initiatives locales des entraîneurs et du conseiller technique pour faire venir le champion à Nice. Il contribua à lui faire obtenir la médaille d'argent de la ville, remise des mains du député maire dans les salons de l'hôtel de ville. Ce fut un decorum pour construire une photo historique de la continuité de la Lutte olympique. Henri Deglane invita Daniel Robin pour une séance de lutte au tapis afin d'échanger symboliquement par-dessus le siècle leurs grands secrets de champions d'exception. Pour la postérité, Henri Deglane transmit à Daniel Robin la prise spéciale que lui avait enseignée à lui-même le champion du monde Hackenschmidt, ceci en reprenant très exactement les mêmes poses que dans la photo originale. En une seule photo symbolique Henri Deglane passait de son vivant le témoin à Daniel Robin. Un siècle complet et ininterrompu d'olympisme en deux petits clichés : Henri Deglane avait gardé le sens de la communication qui avait assuré sa réputation en catch.